# Conseil départemental de Loir-et-Cher
Le conseil départemental de Loir-et-Cher est l'assemblée délibérante du département français de département de Loir-et-Cher. Il est présidé par Philippe Gouet (UDI) et siège à Blois.

## Les vice-présidents et conseillers départementaux délégués actuels
- 1re vice-présidente : Catherine Lhéritier, Groupe UPLCI, chargée du personnel, de la modernisation de l'administration, de l'attractivité du territoire, du tourisme et de l'aérodrome de Blois-Le Breuil,
- 2e vice-président : Philippe Sartori, Groupe UPLCI, chargé de la sécurité, de la protection de la population, du Sdis,
- 3e vice-présidente : Monique Gibotteau, Groupe UPLCI, chargée de la solidarité, de l'autonomie, du handicap et des aides à domicile,
- 4e vice-président : Bernard Pillefer, Groupe UPLCI, chargé des routes, des mobilités, du réseau et du très haut débit,
- 5e vice-présidente : Tania André, Groupe UPLCI, chargée de la vie associative, de la culture et des sports,
- 6e vice-président : Pascal Huguet , chargé de l’agriculture, de l’environnement, de la biodiversité, de la chasse et de la pêche,
- 7e vice-présidente : Florence Doucet, chargée de l’insertion, de l’emploi, du logement, de la famille et de la protection de l’enfance,
- 8e vice-président : Philippe Mercier, chargé de la ruralité et de l’équilibre des territoires,
- 9e vice-présidente : Claire Foucher-Maupetit, chargée de l’éducation, de l’enseignement supérieur, des collèges et des bâtiments
- Maryse Persillard, conseillère départementale déléguée aux sports,
- Virginie Verneret, conseillère départementale déléguée aux espaces naturels sensibles et aux associations environnementales,
- Yves Lecuir, conseiller départemental délégué aux associations mémorielles,
- Marie-Pierre Beau, conseillère départementale déléguée à l'enfance et à la famille.

## Composition

### Mandature actuelle 2021-2028
Le conseil départemental de Loir-et-Cher est composé de 30 conseillers départementaux issus des 15 cantons de Loir-et-Cher.
| Président du Conseil départemental   |       |          |      |                                             |
| Philippe Gouet (UDI)                 |       |          |      |                                             |
| Parti                                | Sigle | Sigle    | Élus | Groupes                                     |
| Majorité (14 sièges)                 |       |          |      |                                             |
| Union des démocrates et indépendants |       | UDI      | 8    | Union pour le Loir-et-Cher et Indépendants  |
| Divers droite                        |       | DVD      | 3    | Union pour le Loir-et-Cher et Indépendants  |
| Divers gauche                        |       | DVG      | 2    | Union pour le Loir-et-Cher et Indépendants  |
| Les Républicains                     |       | LR       | 1    | Union pour le Loir-et-Cher et Indépendants  |
| Opposition (16 sièges)               |       |          |      |                                             |
| Divers gauche                        |       | DVG      | 4    | Le Loir-et-Cher autrement                   |
| Divers droite                        |       | DVD      | 2    | La Droite Républicaine pour le Loir-et-Cher |
| Horizons                             |       | Horizons | 1    | La Droite Républicaine pour le Loir-et-Cher |
| Les Républicains                     |       | LR       | 1    | La Droite Républicaine pour le Loir-et-Cher |
| Mouvement démocrate                  |       | MoDem    | 2    | CentreS41                                   |
| Divers droite                        |       | DVD      | 2    | CentreS41                                   |
| Génération.s                         |       | G.s      | 1    | Non-inscrits                                |
| Europe Écologie Les Verts            |       | EÉLV     | 1    | Non-inscrits                                |
| Identité-Libertés                    |       | IDL      | 1    | Non-inscrits                                |
| Union des droites pour la République |       | UDR      | 1    | Non-inscrits                                |

### Mandature 2015-2021
| Président du Conseil départemental   |       |       |      |                            |
| Nicolas Perruchot (LR)               |       |       |      |                            |
| Parti                                | Sigle | Sigle | Élus | Groupes                    |
| Majorité (21 sièges)                 |       |       |      |                            |
| Les Républicains                     |       | LR    | 7    | Union pour le Loir-et-Cher |
| Union des démocrates et indépendants |       | UDI   | 6    | Union pour le Loir-et-Cher |
| Divers droite                        |       | DVD   | 3    | Union pour le Loir-et-Cher |
| Les Centristes                       |       | LC    | 1    | Union pour le Loir-et-Cher |
| VIA, la voie du peuple               |       | VIA   | 1    | Union pour le Loir-et-Cher |
| Mouvement démocrate                  |       | MoDem | 3    | MoDem                      |
| Opposition (9 sièges)                |       |       |      |                            |
| Divers gauche                        |       | DVG   | 4    | Le Loir-et-Cher autrement  |
| Parti socialiste                     |       | PS    | 2    | Le Loir-et-Cher autrement  |
| Europe Écologie Les Verts            |       | EÉLV  | 1    | Le Loir-et-Cher autrement  |
| Génération.s                         |       | G.s   | 1    | Non-inscrits               |
| Les Républicains                     |       | LR    | 1    | Non-inscrits               |

## Liste des présidents
| Période                                  | Période  | Identité                                   | Étiquette     | Qualité                                                   |
| ---------------------------------------- | -------- | ------------------------------------------ | ------------- | --------------------------------------------------------- |
| Les données manquantes sont à compléter. |          |                                            |               |                                                           |
| 1790                                     |          | Augustin-Lucie de Frecines                 |               |                                                           |
| 1790                                     |          | Jean-Guillaume Lecomte-Ladabinière         |               |                                                           |
| 1791                                     |          | Henri-Baptiste Grégoire                    |               |                                                           |
| 1792                                     |          | Charles-Jean Bardon                        |               |                                                           |
|                                          | an IV    | Ravault                                    |               |                                                           |
| an V                                     |          | Charles Turpin                             |               |                                                           |
| an VI                                    |          | Claude Camereau                            |               |                                                           |
| 1800                                     |          | Charles Turpin                             |               |                                                           |
| 1819                                     |          | Michel de La Place de Montevray            |               |                                                           |
| 1831                                     |          | Augustin-Louis Berthereau de La Giraudière |               |                                                           |
| 1845                                     | 1848     | Paul Hurault de Vibraye                    |               | Marquis de Vibraye et propriétaire du château de Cheverny |
| 1848                                     |          | Antoine Durand                             |               |                                                           |
| 1849                                     |          | François-Louis Crosnier                    |               |                                                           |
| 1867                                     |          | Justinien Nicolas Clary                    |               |                                                           |
| 1869                                     |          | Louis-Catherine Bergevin                   |               |                                                           |
| 1871                                     |          | Frédéric Riffault                          |               |                                                           |
| 1875                                     |          | Jean-François Bozerian                     |               |                                                           |
| 1910                                     | 1918     | Eugène Treignier                           |               |                                                           |
|                                          |          |                                            |               |                                                           |
| 1940                                     | 1945     | Conseil général suspendu                   |               |                                                           |
| 1945                                     | 1960     | René Massacré                              | PRRRS         | Conseiller général du canton de Selles-sur-Cher           |
| 1960                                     | 1973     | Auguste Grellet                            | PRRRS         | Conseiller général du canton de Saint-Amand-Longpré       |
| 1973                                     | 1973     | Jean Denis                                 | PRRRS         | Conseiller général du canton de Bracieux                  |
| 1973                                     | 1988     | Kléber Loustau                             | PS puis UDF   | Conseiller général du canton de Selles-sur-Cher           |
| 1988                                     | 1998     | Roger Goemaere                             | RPR           | Conseiller général du canton de Montrichard               |
| 1998                                     | 2004     | Michel Dupiot                              | UDF puis UMP  | Conseiller général du canton de Savigny-sur-Braye         |
| 2004                                     | 2017     | Maurice Leroy                              | NC puis (UDI) | Conseiller général du canton de Droué                     |
| 2017                                     | 2021     | Nicolas Perruchot                          | LR (UPLC)     | Conseiller départemental du canton d'Onzain               |
| 2021                                     | En cours | Philippe Gouet                             | UDI (UPLC)    | Conseiller départemental du canton de Vendôme             |

## Communication
Le conseil départemental édite un magazine départemental, Loir & Cher info  (ISSN 1261-0488).

## Identité visuelle (logo)
Le logo du conseil départemental de Loir-et-Cher représente une salamandre et le château de Chambord.

Logo de Loir-et-Cher (conseil général) de 1991 à 2012.
Logo de Loir-et-Cher (conseil général) de 2012 à 2015.
Logo de Loir-et-Cher (conseil départemental) depuis 2015.